# Anke Weigt
Anke Weigt (* 13. Juni 1957 in Duisburg) ist eine ehemalige deutsche Weitspringerin.
1978 schied sie bei den Leichtathletik-Europameisterschaften in Prag in der Qualifikation aus.
Bei den Leichtathletik-Halleneuropameisterschaften wurde sie 1977 in San Sebastián Fünfte, gewann 1980 in Sindelfingen Silber und wurde 1983 in Budapest erneut Fünfte.
1984 wurde sie Deutsche Meisterin, 1979 und 1983 Deutsche Vizemeisterin. In der Halle holte sie 1980 und 1984 den nationalen Titel und wurde 1977, 1978 sowie 1983 Vizemeisterin. 1977 wurde sie außerdem Hallen-Vizemeisterin im 60-Meter-Hürdenlauf.
Anke Weigt startete für die LG Bayer Leverkusen.

## Persönliche Bestleistungen
- Weitsprung: 6,80 m, 5. Juni 1980, Stuttgart
  - Halle: 6,71 m, 9. Februar 1980, Dortmund
- 100 m Hürden: 13,58 s, 20. April 1980, Walnut

| Personendaten    | Personendaten           |
| ---------------- | ----------------------- |
| NAME             | Weigt, Anke             |
| KURZBESCHREIBUNG | deutsche Weitspringerin |
| GEBURTSDATUM     | 13. Juni 1957           |
| GEBURTSORT       | Duisburg                |